# Mutinerie de Tongzhou

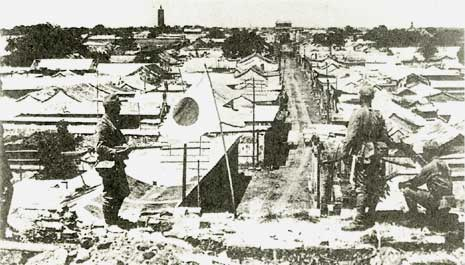
Des soldats japonais sur les murailles de Tongzhou durant la mutinerie.

Le nom de mutinerie de Tongzhou (通州事件; pinyin : Tōngzhōu Shìjiàn), également désignée sous le nom d'incident de Tongzhou désigne une attaque menée par les troupes chinoises contre les soldats et civils japonais dans le district de Tongzhou. Elle se déroula le 29 juillet 1937, quelques semaines après l'incident du pont Marco Polo, qui avait déclenché la seconde guerre sino-japonaise.

## Historique
En 1937, le district de Tongzhou était le siège du Conseil autonome du Hebei oriental, un gouvernement collaborateur chinois qui contrôlait le point stratégique de l'est de Pékin. En juillet, un détachement d'environ 800 soldats chinois, appartenant à la 29e armée de l'Armée nationale révolutionnaire, commandé par le général Song Zheyuan, campa sous les murs de Tongzhou et refusa de partir, malgré les protestations du chef de la garnison japonaise. Le chef du gouvernement du Hebei, espérant se débarrasser de ses alliés japonais, avait conclu un accord secret avec le général Song, lui permettant de faire venir ses troupes à Tongzhou.
Le 27 juillet, les Chinois refusèrent de déposer les armes. Le lendemain, un affrontement armé éclata entre troupes japonaises et chinoises; ces dernières furent bientôt submergées et acculées contre les murs de la ville. Environ 5 000 soldats chinois de l'armée du Hebei oriental, entraînés par les Japonais, se mutinèrent alors pour venir en aide aux soldats du Kuomintang et attaquèrent la garnison japonaise. Les soldats chinois s'en prirent également à des civils Japonais et coréens résidant à Tongzhou ; environ 250 civils furent tués, tandis que la ville était quasiment détruite par les combats.
Le massacre fut utilisé par le gouvernement de l'empire du Japon pour alimenter la propagande de guerre et justifier la poursuite de l'intervention militaire en Chine.